# Boletín Técnico, Instituto Nacional de Investigaciones Forestales
Boletín Técnico, Instituto Nacional de Investigaciones Forestales (abreviado Bol. Tecn. Inst. Nac. Invest. Forest.) es una revista con ilustraciones y descripciones botánicas que es editada en México desde 1979 que comenzó con el número 60. Fue precedida por Boletin Técnico, Dirección General de Investigación y Capacitación Forestales.